# Eurich
Eurich (cca 415–484, známý též jako Evaric, Erwig, esp. Eurico) se stal vizigótským králem po smrti svého bratra Theodoricha II. v roce 466. Eurich byl také jedním z nejsilnějších germánských vládců v dobách konce západořímské říše. V občanských válkách porazil několik dalších pretendentů trůnu, a stal se tak nepopiratelným vládcem sjednocených Vizigótů. V roce 470 odrazil invazi keltského magnáta Riothama a rozšířil své království daleko na sever, možná do míst k řece Sommě. Za jeho vlády získala vizigótská říše úplnou nezávislost na říši římské, Vizigóti ovládali celý Pyrenejský poloostrov (mimo oblast Galicie, kde vládli Svébové) a okolo dvou třetin dnešní Francie.